# Sønderjyllands amt
Sønderjyllands amt (danska: Sønderjyllands Amt) var ett amt på den södra delen av halvön Jylland i sydvästra Danmark. Det låg norr om det nuvarande tyska förbundslandet Schleswig-Holstein och omfattade nästintill hälften av det historiska landskapet Slesvig / Sønderjylland.

## Administrativ historik
Sønderjyllands amt bildades i samband med kommunreformen 1970 genom en sammanslagning av Haderslevs, Åbenrå och Sønderborgs amt samt huvuddelen av Tønders amt och en mindre del av Vejle amt.
Sedan januari 2007 är området en del av Region Syddanmark.

## Kommuner
Sønderjyllands amt bestod av 23 kommuner:
| - Augustenborgs kommun - Bovs kommun - Bredebro kommun - Broagers kommun - Christiansfelds kommun - Grams kommun - Gråstens kommun - Haderslevs kommun - Højers kommun - Lundtofts kommun - Løgumklosters kommun - Nordborgs kommun | - Nørre-Rangstrups kommun - Røddings kommun - Rødekro kommun - Skærbæks kommun - Sundeveds kommun - Sydals kommun - Sønderborgs kommun - Tinglevs kommun - Tønders kommun - Vojens kommun - Åbenrå kommun |